# Isla San Ignacio
Isla San Ignacio is een onbewoond eiland gelegen in de Golf van Californië bij de kust van Mexico. Het eiland heeft een oppervlakte van 3,7 km² en bestaat uit mangrove, doornbos, grasland, duinen en halofiele vegetatie.
Op Isla San Ignacio leven 151 verschillende plantensoorten.